# Prioria dei Santi Ippolito e Cassiano a Sensano
La prioria dei Santi Ippolito e Cassiano si trova in località Sensano, nel comune di Volterra, in provincia di Pisa, diocesi di Volterra.

## Storia e descrizione
Ricordata nelle decime papali del 1275, la chiesa, risalente forse al secolo XII, subì profondi restauri nel XVII e nel XVIII secolo.
Con l'ingresso preceduto da un porticato privo di ogni elemento decorativo, mostra all'interno, ad una sola navata, la sua struttura romanica.
Accanto alla chiesa, dentro ad un Madonnino, è collocata una statua in cotto di Sant'Ottaviano in atto di offrire al cielo il modellino della città, in segno di protezione. Nell'iscrizione alla base, dopo il nome del santo, due parole esprimono il titolo con cui nei secoli il santo è stato sempre invocato dai volterrani: Advocatus Vulterrarum.